# フォールリバー (T-EPF-4)
フォールリバー（USNS Fall River, T-EPF-4）は、アメリカ海軍の遠征高速輸送艦。スピアヘッド級遠征高速輸送艦の4番艦。艦名はマサチューセッツ州の都市フォールリバーにちなむ。その名を持つ艦としてはボルチモア級重巡洋艦10番艦（CA-131）以来2隻目。

## 艦歴
アメリカ陸軍とアメリカ海軍が共同調達する統合高速輸送艦（英: Joint High-Speed Vessels、略称：JHSV）の4番艦として2010年10月12日に発注、2013年5月20日にアラバマ州モービルのオースタル USAで起工式が行われ、2014年1月11日に命名式でレイ・メイバス海軍長官によりフォールリバーと命名された。1月16日には進水式が行われ、9月15日に就役してアメリカ海軍に引き渡され、軍事海上輸送司令部に配備された。
2021年8月1日から縮小運用態勢（英: Reduced Operating Status、略称：ROS）に置かれている。